# Liste des centrales hydroélectriques au Québec
Cet article contient une liste des centrales hydroélectriques au Québec.
En 2013, le Québec produit près de 97 % de son électricité sous forme d'énergie hydroélectrique.  Son plus important réseau est celui du complexe de la Baie James, qui totalise à lui seul une puissance de 16 501 mégawatts, soit plus de 40 % de la puissance installée au Québec.

## Centrales d'Hydro-Québec
- Haut – A
- B
- C
- D
- E
- F
- G
- H
- I
- J
- K
- L
- M
- N
- O
- P
- Q
- R
- S
- T
- U
- V
- W
- X
- Y
- Z

- Centrale en construction
- Centrale projetée

| Centrale hydroélectrique      | Type         | Puissance (MW) | Groupes | Hauteur de chute | Mise en service | Réservoir                       | Bassin versant       | Région                  |
| ----------------------------- | ------------ | -------------- | ------- | ---------------- | --------------- | ------------------------------- | -------------------- | ----------------------- |
| Beauharnois                   | Fil de l'eau | 1 903          | 36      | 24,39            | 1932-1961       | Aucun                           | Saint-Laurent        | Montérégie              |
| Beaumont                      | Fil de l'eau | 270            | 6       | 37,8             | 1958            | Aucun                           | Saint-Maurice        | Mauricie                |
| Bersimis-1                    | Réservoir    | 1 178          | 8       | 266,7            | 1956            | Réservoir Pipmuacan             | Betsiamites          | Côte-Nord               |
| Bersimis-2                    | Fil de l'eau | 869            | 5       | 115,83           | 1959            | Aucun                           | Betsiamites          | Côte-Nord               |
| Brisay                        | Réservoir    | 469            | 2       | 37,5             | 1993            | Réservoir de Caniapiscau        | Caniapiscau          | Nord-du-Québec          |
| Bryson                        | Fil de l'eau | 56             | 3       | 18,29            | 1925            | Aucun                           | des Outaouais        | Outaouais               |
| Carillon                      | Fil de l'eau | 753            | 14      | 17,99            | 1962            | Aucun                           | des Outaouais        | Laurentides             |
| Chelsea                       | Fil de l'eau | 152            | 5       | 28,35            | 1927            | Aucun                           | Gatineau             | Outaouais               |
| Chute-Allard                  | Fil de l'eau | 62             | 6       | 17,83            | 2008            | Aucun                           | Saint-Maurice        | Mauricie                |
| Chute-Bell                    | Fil de l'eau | 10             | 2       | 17,8             | 1915-1999       | Aucun                           | Rouge                | Laurentides             |
| Chute-des-Chats               | Fil de l'eau | 92             | 4       | 16,16            | 1931            | Aucun                           | des Outaouais        | Outaouais               |
| Chute-Hemmings                | Fil de l'eau | 29             | 6       | 14,64            | 1925            | Aucun                           | Saint-François       | Centre-du-Québec        |
| Drummondville                 | Fil de l'eau | 16             | 4       | 9,1              | 1910            | Aucun                           | Saint-François       | Centre-du-Québec        |
| Eastmain-1                    | Réservoir    | 507            | 3       | 63               | 2006            | Réservoir Eastmain-1            | Eastmain             | Nord-du-Québec          |
| Eastmain-1-A                  | Réservoir    | 768            | 3       | 63               | 2011-2012       | Réservoir Eastmain-1            | Eastmain             | Nord-du-Québec          |
| Grand-Mère                    | Fil de l'eau | 67             | 4       | 25,61            | 1915-1930       | Aucun                           | Saint-Maurice        | Mauricie                |
| Hart-Jaune                    | Réservoir    | 51             | 3       | 39,6             | 1960            | Réservoir Petit-Lac-Manicouagan | Hart-Jaune           | Côte-Nord               |
| Jean-Lesage (Manic-2)         | Réservoir    | 1 229          | 8       | 70,11            | 1965-1967       | Réservoir Manic-2               | Manicouagan          | Côte-Nord               |
| La Gabelle                    | Fil de l'eau | 131            | 5       | 17,38            | 1924            | Aucun                           | Saint-Maurice        | Mauricie                |
| La Grande-1                   | Fil de l'eau | 1 436          | 12      | 27,5             | 1994-1995       | Aucun                           | La Grande            | Nord-du-Québec          |
| La Grande-2-A                 | Réservoir    | 2 106          | 6       | 138,5            | 1991-1992       | Réservoir Robert-Bourassa       | La Grande            | Nord-du-Québec          |
| La Grande-3                   | Réservoir    | 2 417          | 12      | 79               | 1982-1984       | Réservoir La Grande-3           | La Grande            | Nord-du-Québec          |
| La Grande-4                   | Réservoir    | 2 779          | 9       | 116,7            | 1984-1986       | Réservoir La Grande-4           | La Grande            | Nord-du-Québec          |
| La Tuque                      | Fil de l'eau | 294            | 6       | 34,5             | 1940-1955       | Aucun                           | Saint-Maurice        | Mauricie                |
| Lac-Robertson                 | Réservoir    | 21             | 2       | 38,5             | 1995            | Lac Robertson                   | Véco                 | Côte-Nord               |
| Laforge-1                     | Réservoir    | 878            | 6       | 57,3             | 1993-1994       | Réservoir Laforge-1             | Laforge              | Nord-du-Québec          |
| Laforge-2                     | Réservoir    | 319            | 2       | 27,4             | 1996            | Réservoir Laforge-2             | Laforge              | Nord-du-Québec          |
| Les Cèdres                    | Fil de l'eau | 122            | 13      | 9,14             | 1914-1924       | Aucun                           | Saint-Laurent        | Montérégie              |
| Manic-1                       | Fil de l'eau | 184            | 3       | 36,58            | 1966-1967       | Aucun                           | Manicouagan          | Côte-Nord               |
| Manic-5                       | Réservoir    | 1 596          | 8       | 141,8            | 1970            | Réservoir Manicouagan           | Manicouagan          | Côte-Nord               |
| Manic-5-PA                    | Réservoir    | 1 064          | 4       | 144,5            | 1989            | Réservoir Manicouagan           | Manicouagan          | Côte-Nord               |
| Mercier                       | Réservoir    | 55             | 5       | 18               | 2007            | Réservoir Baskatong             | Gatineau             | Outaouais               |
| Mitis-1                       | Fil de l'eau | 6              | 2       | 36,58            | 1922-1929       | Aucun                           | Mitis                | Bas-Saint-Laurent       |
| Mitis-2                       | Fil de l'eau | 4              | 1       | 22,86            | 1947            | Aucun                           | Mitis                | Bas-Saint-Laurent       |
| Outardes-2                    | Fil de l'eau | 523            | 3       | 82,3             | 1978            | Aucun                           | aux Outardes         | Côte-Nord               |
| Outardes-3                    | Fil de l'eau | 1 026          | 4       | 143,57           | 1969            | Aucun                           | aux Outardes         | Côte-Nord               |
| Outardes-4                    | Réservoir    | 785            | 4       | 120,55           | 1969            | Réservoir Outardes-4            | aux Outardes         | Côte-Nord               |
| Paugan                        | Fil de l'eau | 204            | 8       | 40,54            | 1928            | Aucun                           | Gatineau             | Outaouais               |
| Péribonka                     | Réservoir    | 405            | 3       | 67,6             | 2007-2008       |                                 | Péribonka            | Saguenay–Lac-Saint-Jean |
| Première-Chute                | Fil de l'eau | 131            | 4       | 22,26            | 1968-1975       | Aucun                           | des Outaouais        | Abitibi-Témiscamingue   |
| Rapide-2                      | Fil de l'eau | 67             | 4       | 20,43            | 1954-1964       | Aucun                           | des Outaouais        | Abitibi-Témiscamingue   |
| Rapide-7                      | Réservoir    | 67             | 4       | 20,73            | 1941-1949       | Lac Decelles                    | des Outaouais        | Abitibi-Témiscamingue   |
| Rapide-Blanc                  | Réservoir    | 204            | 6       | 32,92            | 1934-1955       | Réservoir Blanc                 | Saint-Maurice        | Mauricie                |
| Rapide-des-Cœurs              | Fil de l'eau | 79             | 6       | 22,69            | 2008-2009       | Aucun                           | Saint-Maurice        | Mauricie                |
| Rapides-des-Îles              | Fil de l'eau | 176            | 4       | 26,22            | 1966-1973       | Aucun                           | des Outaouais        | Abitibi-Témiscamingue   |
| Rapides-des-Quinze            | Fil de l'eau | 103            | 6       | 25,9             | 1923-1955       | Aucun                           | des Outaouais        | Abitibi-Témiscamingue   |
| Rapides-Farmer                | Fil de l'eau | 104            | 5       | 20,12            | 1927            | Aucun                           | Gatineau             | Outaouais               |
| René-Lévesque (Manic-3)       | Réservoir    | 1 244          | 6       | 94,19            | 1975-1976       | Réservoir Manic-3               | Manicouagan          | Côte-Nord               |
| Rivière-des-Prairies          | Fil de l'eau | 54             | 6       | 7,93             | 1929            | Aucun                           | Rivière-des-Prairies | Laval                   |
| Robert-Bourassa (La Grande-2) | Réservoir    | 5 616          | 16      | 137,16           | 1979-1981       | Réservoir Robert-Bourassa       | La Grande            | Nord-du-Québec          |
| Rocher-de-Grand-Mère          | Fil de l'eau | 230            | 3       | 24,3             | 2004            | Aucun                           | Saint-Maurice        | Mauricie                |
| Romaine-1,                    | Réservoir    | 270            | 2       | 62,5             | 2016            | Réservoir Romaine-1             | Romaine              | Côte-Nord               |
| Romaine-2                     | Réservoir    | 640            | 2       | 156,4            | 2014            | Réservoir Romaine-2             | Romaine              | Côte-Nord               |
| Romaine-3                     | Réservoir    | 414            | 2       | 118,9            | 2017            | Réservoir Romaine-3             | Romaine              | Côte-Nord               |
| Romaine-4                     | Réservoir    | 245            | 2       | 88,9             | 2022            | Réservoir Romaine-4             | Romaine              | Côte-Nord               |
| Sainte-Marguerite-3           | Réservoir    | 884            | 2       | 330              | 2003            | Réservoir Sainte-Marguerite     | Sainte-Marguerite    | Côte-Nord               |
| Saint-Narcisse                | Fil de l'eau | 15             | 2       | 44,81            | 1926            | Aucun                           | Batiscan             | Mauricie                |
| Sarcelle                      | Fil de l'eau | 150            | 3       | 11,7             | 2013            | Réservoir Opinaca               | La Grande            | Nord-du-Québec          |
| Sept-Chutes                   | Fil de l'eau | 22             | 4       | 124,97           | 1916-1999       | Aucun                           | Sainte-Anne          | Capitale-Nationale      |
| Shawinigan-2                  | Fil de l'eau | 204,5          | 8       | 44,2             | 1911            | Aucun                           | Saint-Maurice        | Mauricie                |
| Shawinigan-3                  | Fil de l'eau | 194            | 3       | 44,2             | 1948            | Aucun                           | Saint-Maurice        | Mauricie                |
| Toulnustouc                   | Réservoir    | 526            | 2       | 152              | 2005            | Lac Sainte-Anne                 | Toulnustouc          | Côte-Nord               |
| Trenche                       | Fil de l'eau | 302            | 6       | 48,47            | 1950            | Lac Tourouvre                   | Saint-Maurice        | Mauricie                |

### Centrales où Hydro-Québec est copropriétaire
| Centrale hydroélectrique | Type         | Puissance (MW) | Groupes | Hauteur de chute | Mise en service | Réservoir           | Système hydrique | Propriétaire                                   | Région                  |
| ------------------------ | ------------ | -------------- | ------- | ---------------- | --------------- | ------------------- | ---------------- | ---------------------------------------------- | ----------------------- |
| Churchill Falls          | Réservoir    | 5 428          | 11      |                  | 1971-1974       | Réservoir Smallwood | Churchill        | Churchill Falls (Labrador) Corporation Limited | Terre-Neuve-et-Labrador |
| McCormick                | Fil de l'eau | 350,6          |         | 37,8             | 1952            |                     | Manicouagan      | Hydro-Québec (60 %) et Alcoa (40 %)            | Côte-Nord               |
| Curtis mills             |              | 12             |         |                  |                 |                     |                  | Hydro-Québec 50%, Innergex 50%                 | Etat de NewYork - USA   |
| Palmer Falls             |              | 48             |         |                  |                 |                     |                  | Hydro-Québec 50%, Innergex 50%                 | Etat de NewYork - USA   |

## Centrales privées
Le Québec possède également plusieurs dizaines de centrales hydroélectriques appartenant aux domaines privé et municipal. Rio Tinto Alcan est le plus important autoproducteur privé du Québec. Ses 6 centrales sur les rivières Saguenay et Péribonka au Saguenay–Lac-Saint-Jean ont une capacité installée de 2 042 MW. Les 102 centrales incluses dans la liste ci-dessous ont une puissance installée combinée de 3 789,1 MW.
- Haut – A
- B
- C
- D
- E
- F
- G
- H
- I
- J
- K
- L
- M
- N
- O
- P
- Q
- R
- S
- T
- U
- V
- W
- X
- Y
- Z

| Centrale                                | Type         | Puissance (MW) | Mise en service | Réservoir                           | Système hydrique                      | Propriétaire                          | Région                        |
| --------------------------------------- | ------------ | -------------- | --------------- | ----------------------------------- | ------------------------------------- | ------------------------------------- | ----------------------------- |
| Abénaquis                               | Fil de l'eau | 2,4            | 1911            | Aucun                               | Rivière Magog                         | Ville de Sherbrooke                   | Estrie                        |
| Adam-Cunningham                         | Réservoir    | 7              | 1953            | Lac Brochet                         | Rivière Shipshaw                      | Produits forestiers Résolu            | Saguenay–Lac-Saint-Jean       |
| Arthurville                             | Fil de l'eau | 0,8            | 1993            | Aucun                               | Rivière du Sud                        | Algonquin Power Fund (Canada)         | Chaudière-Appalaches          |
| Ayers-1                                 | Fil de l'eau | 4,5            | 1929            |                                     | Rivière du Nord                       | Ayers limitée                         | Laurentides                   |
| Ayers-2                                 | Fil de l'eau | 1,2            | 1994            |                                     | Rivière du Nord                       | Ayers limitée                         | Laurentides                   |
| Baie-Saint-Paul                         | Fil de l'eau | 0,8            | 1898-1997       | Aucun                               | Bras du Nord-Ouest                    | Société d'énergie de Baie-Saint-Paul  | Capitale-Nationale            |
| Barrage-Larocque                        | Fil de l'eau | 10             | 1997            | Aucun                               | Rivière Saint-François                | Kruger                                | Estrie                        |
| Bésy                                    | Fil de l'eau | 18             | 2006            | Aucun                               | Rivière aux Sables                    | Produits forestiers Résolu            | Saguenay–Lac-Saint-Jean       |
| Belding                                 | Fil de l'eau | 1,5            | 1910            | Aucun                               | Rivière Coaticook                     | Ville de Coaticook                    | Estrie                        |
| Belle-Rivière                           | Fil de l'eau | 1              | 1993            | Aucun                               | La Belle Rivière                      | Société d'énergie Belle Rivière       | Saguenay–Lac-Saint-Jean       |
| Bird-1                                  | Fil de l'eau | 2              | 1937-1994       | Aucun                               | Rivière Jacques-Cartier               | Boralex inc.                          | Capitale-Nationale            |
| Bird-2                                  | Fil de l'eau | 2,8            | 1995            | Aucun                               | Rivière Jacques-Cartier               | Boralex inc.                          | Capitale-Nationale            |
| Buckingham                              | Fil de l'eau | 11,2           | 1914-1994       |                                     | Rivière du Lièvre                     | Boralex inc.                          | Outaouais                     |
| Cascades-Savard                         | Fil de l'eau | 0,03           | 1988            |                                     | Cascades Savard                       | Restaurant Relais-Gabriel enr.        | Côte-Nord                     |
| Chicoutimi                              | Réservoir    | 8,2            | 1923            | Lac Kénogami                        | Rivière Chicoutimi                    | Produits forestiers Résolu            | Saguenay–Lac-Saint-Jean       |
| Chute-Garneau.                          | Fil de l'eau | 2,8            | 1925-2011       | Aucun                               | Rivière Chicoutimi                    | Ville de Saguenay                     | Saguenay–Lac-Saint-Jean       |
| Chute-à-Caron                           | Fil de l'eau | 222            | 1931            | Aucun                               | Rivière Saguenay                      | Rio Tinto Alcan                       | Saguenay–Lac-Saint-Jean       |
| Chute-à-la-Savane                       | Fil de l'eau | 245            | 1952            | Aucun                               | Rivière Péribonka                     | Rio Tinto Alcan                       | Saguenay–Lac-Saint-Jean       |
| Chute-à-Magnan                          | Fil de l'eau | 7,7            | 1994            | Aucun                               | Rivière-du-Loup                       | Innergex inc.                         | Mauricie                      |
| Chute-aux-Galets                        | Réservoir    | 13,6           | 1921            | Lac Sébastien                       | Rivière Shipshaw                      | Produits forestiers Résolu            | Saguenay–Lac-Saint-Jean       |
| Chute-Blanche                           | Fil de l'eau | 1,5            | 1998            | Aucun                               | Petite rivière Péribonka              | Hydro-Morin                           | Saguenay-Lac-Saint-Jean       |
| Chute-des-Passes                        | Fil de l'eau | 833            | 1959            | Aucun                               | Rivière Péribonka                     | Rio Tinto Alcan                       | Saguenay–Lac-Saint-Jean       |
| Chute-du-Diable                         | Fil de l'eau | 224            | 1952            | Aucun                               | Rivière Péribonka                     | Rio Tinto Alcan                       | Saguenay–Lac-Saint-Jean       |
| Chutes-à-Gorry                          | Fil de l'eau | 10,8           | 1993-1997       | Aucun                               | Rivière Sainte-Anne                   | Société d'énergie Columbus            | Capitale-Nationale            |
| Chutes-de-la-Chaudière                  | Fil de l'eau | 25             | 1999            | Aucun                               | Rivière Chaudière                     | Innergex inc.                         | Chaudière-Appalaches          |
| Club Bataram                            | Fil de l'eau | 0,1            | 19??            | Aucun                               | Rivière Noire Sud-Ouest               | Pourvoirie Charlevoix                 | Capitale-Nationale            |
| Club des Alcaniens                      | Fil de l'eau | 0,02           | 1981            | Aucun                               | Ruisseau Vassale                      | Club des Alcaniens Shawinigan         | Mauricie                      |
| Côte-Sainte-Catherine-1                 | Fil de l'eau | 2              | 1989            |                                     | Fleuve Saint-Laurent                  | Algonquin Power Fund (Canada)         | Montérégie                    |
| Côte-Sainte-Catherine-2                 | Fil de l'eau | 4,8            | 1993            |                                     | Fleuve Saint-Laurent                  | Algonquin Power Fund (Canada)         | Montérégie                    |
| Côte-Sainte-Catherine-3                 | Fil de l'eau | 4,5            | 1995            |                                     | Fleuve Saint-Laurent                  | Algonquin Power Fund (Canada)         | Montérégie                    |
| Daniel-Larocque                         | Fil de l'eau | 2,4            | 1912-1987       |                                     | Rivière du Lièvre                     | Algonquin Power Fund (Canada)         | Laurentides                   |
| Donnacona                               | Fil de l'eau | 4,5            | 1913-1997       | Aucun                               | Rivière Jacques-Cartier               | Algonquin Power Fund (Canada)         | Capitale-Nationale            |
| Drummond                                | Fil de l'eau | 0,9            | 1965            | Aucun                               | Rivière Magog                         | Ville de Sherbrooke                   | Estrie                        |
| Dufferin                                | Fil de l'eau | 40             | 1958            |                                     | Rivière du Lièvre                     | Énergie Brookfield                    | Outaouais                     |
| East Angus                              | Fil de l'eau | 2,1            | 1993            | Aucun                               | Rivière Saint-François                | Boralex inc.                          | Estrie                        |
| Eustis                                  | Fil de l'eau | 0,7            | 1903            | Aucun                               | Rivière Coaticook                     | Ville de Sherbrooke                   | Estrie                        |
| Franquelin                              | Fil de l'eau | 8,8            | 2010            | Aucun                               | Rivière Franquelin                    | Société d'énergie rivière Franquelin  | Côte-Nord                     |
| Fraser                                  | Fil de l'eau | 2,3            | 1992            | Aucun                               | Rivière du Loup                       | Hydro-Fraser                          | Bas-Saint-Laurent             |
| Frontenac                               | Fil de l'eau | 2,2            | 1888            | Aucun                               | Rivière Magog                         | Ville de Sherbrooke                   | Estrie                        |
| Glenford (Chute-Ford)                   | Fil de l'eau | 4,2            | 1930-1995       | Aucun                               | Rivière Sainte-Anne                   | Algonquin Power Fund (Canada)         | Capitale-Nationale            |
| High Falls                              | Fil de l'eau | 109            | 1929            |                                     | Rivière du Lièvre                     | Énergie Brookfield                    | Outaouais                     |
| Hull                                    | Fil de l'eau | 12             | 1913            |                                     | Rivière des Outaouais                 | Domtar                                | Outaouais                     |
| Hull-2                                  | Fil de l'eau | 27             | 1920-1969       | Aucun                               | des Outaouais                         | Hydro Ottawa                          | Outaouais                     |
| Huntingville                            | Fil de l'eau | 0,3            | 1996            | Aucun                               | Rivière aux Saumons                   | Boralex inc.                          | Estrie                        |
| Isle-Maligne                            | Réservoir    | 448            | 1926            | Lac Saint-Jean                      | Rivière Saguenay                      | Rio Tinto Alcan                       | Saguenay–Lac-Saint-Jean       |
| Jean-Guérin                             | Fil de l'eau | 5,87           | 1998            | Aucun                               | Rivière Etchemin                      | Société d'énergie Columbus            | Chaudière-Appalaches          |
| Jim-Gray                                | Réservoir    | 63             | 1953            | Lac La Mothe                        | Rivière Shipshaw                      | Produits forestiers Résolu            | Saguenay–Lac-Saint-Jean       |
| Joey-Tanenbaum                          | Fil de l'eau | 17             | 1994            |                                     | Rivière Coulonge                      | Hydro-Pontiac                         | Outaouais                     |
| Jonquière                               | Fil de l'eau | 4,85           | 1998            | Aucun                               | Rivière aux Sables                    | Produits forestiers Résolu            | Saguenay–Lac-Saint-Jean       |
| Jonquière-N⁰-1                          | Fil de l'eau | 4,5            | 1996            | Aucun                               | Rivière aux Sables                    | Ville de Saguenay                     | Saguenay–Lac-Saint-Jean       |
| La Grande-Dame                          | Fil de l'eau | 1,8            | 1912            | Aucun                               | Rivière Magog                         | Ville de Magog et Ville de Sherbrooke | Estrie                        |
| L'Anse-Saint-Jean                       | Fil de l'eau | 0,45           | 1995            | Aucun                               | Rivière Saint-Jean                    | Hydro-Morin                           | Saguenay–Lac-Saint-Jean       |
| La Pulpe                                | Fil de l'eau | 3,7            | 1997            | Aucun                               | Rivière Rimouski                      | Boralex inc.                          | Bas-Saint-Laurent             |
| La Sarre-1                              | Fil de l'eau | 1              | 1994            | Lac Macamic                         | Rivière La Sarre                      | Hydro-Abitibi                         | Abitibi-Témiscamingue         |
| La Sarre-2                              | Fil de l'eau | 0,8            | 1995            | Lac Macamic                         | Rivière La Sarre                      | Hydro-Abitibi                         | Abitibi-Témiscamingue         |
| Lebreux                                 | Fil de l'eau | 1              | 1995            | Aucun                               | Rivière Hall                          | Hydro Canomore                        | Gaspésie–Îles-de-la-Madeleine |
| Low                                     | Fil de l'eau | 0,4            | 1994            |                                     | Ruisseau Stag                         | Hydro Low                             | Outaouais                     |
| Memphrémagog                            | Réservoir    | 2              | 1911            | Lac Memphrémagog                    | Rivière Magog                         | Ville de Magog                        | Estrie                        |
| Magpie                                  | Fil de l'eau | 40,6           | 2007            | Aucun                               | Rivière Magpie                        | Magpie. SOCOM                         | Côte-Nord                     |
| Maquatua                                | Fil de l'eau | 1,1            | 1985            | Aucun                               | Rivière Maquatua                      | Corporation Sakami Eeyou              | Nord-du-Québec                |
| Marches-Naturelles                      | Fil de l'eau | 4,5            | 1908-1995       | Aucun                               | Rivière Montmorency                   | Boralex inc.                          | Capitale-Nationale            |
| Masson                                  | Fil de l'eau | 105            | 1933            |                                     | Rivière du Lièvre                     | Énergie Brookfield                    | Outaouais                     |
| McDougall                               | Fil de l'eau | 8,5            | 1925            | Aucun                               | Rivière Jacques-Cartier               | Boralex inc.                          | Capitale-Nationale            |
| Minashtuk                               | Fil de l'eau | 12             | 2000            | Aucun                               | Rivière Mistassibi                    | Minashtuk                             | Saguenay–Lac-Saint-Jean       |
| Montmagny                               | Fil de l'eau | 2,1            | 1999            | Aucun                               | Rivière du Sud                        | Innergex inc.                         | Chaudière-Appalaches          |
| Moulin-aux-Abénaquis                    | Fil de l'eau | 0,177          | 1997            | Aucun                               | Rivière des Abénaquis                 | 9070-3075 Québec                      | Chaudière-Appalaches          |
| Moulin Melbourne                        | Fil de l'eau | 0,075          | 2003            | Aucun                               | Rivière aux Saumons                   | 9067-8780 Québec                      | Estrie                        |
| Murdock-Wilson                          | Fil de l'eau | 52             | 1957            | Aucun                               | Rivière Shipshaw                      | Produits forestiers Résolu            | Saguenay–Lac-Saint-Jean       |
| Onatchiway                              | Réservoir    | 0,18           | 1925            | Lac Onatchiway                      | Rivière Shipshaw                      | Produits forestiers Résolu            | Saguenay–Lac-Saint-Jean       |
| Paton                                   | Fil de l'eau | 1,7            | 1927            | Aucun                               | Rivière Magog                         | Ville de Sherbrooke                   | Estrie                        |
| Pentecôte                               | Fil de l'eau | 2              | 1999            | Aucun                               | Rivière Riverin                       | Algonquin Power Fund (Canada)         | Côte-Nord                     |
| Petite High Falls                       | Fil de l'eau | 0,5            | 1999            |                                     | Rivière Blanche                       | Hydro Norbyco (1995)                  | Outaouais                     |
| Petites-Bergeronnes                     | Fil de l'eau | 4,2            | 1994            | Aucun                               | Rivière des Petites Bergeronnes       | Société d'énergie Columbus            | Côte-Nord                     |
| Pont-Arnaud                             | Fil de l'eau | 5,625          | 1913-2011       | Aucun                               | Rivière Chicoutimi                    | Ville de Saguenay                     | Saguenay–Lac-Saint-Jean       |
| Portneuf-1                              | Fil de l'eau | 7,5            | 1996            | Aucun                               | Rivière Portneuf                      | Innergex inc.                         | Côte-Nord                     |
| Portneuf-2                              | Fil de l'eau | 11,75          | 1996            | Aucun                               | Rivière Portneuf                      | Innergex inc.                         | Côte-Nord                     |
| Portneuf-3                              | Fil de l'eau | 7,5            | 1996            | Aucun                               | Rivière Portneuf                      | Innergex inc.                         | Côte-Nord                     |
| Pourvoirie Domaine Touristique La Tuque | Fil de l'eau | 0,1            | 2002            | Aucun                               | Ruisseau Bourque                      | Pourvoirie Domaine La Tuque           | Mauricie                      |
| Rapide-des-Cèdres                       | Fil de l'eau | 8,5            | 2005            | Aucun                               | Rivière du Lièvre                     | Énergie Brookfield                    | Outaouais                     |
| Rawdon                                  | Fil de l'eau | 2,4            | 1994            | Aucun                               | Rivière Ouareau                       | Algonquin Power Fund (Canada)         | Lanaudière                    |
| Rivière-du-Loup                         | Fil de l'eau | 2,1            | 1885-1995       | Aucun                               | Rivière du Loup                       | Algonquin Power Fund (Canada)         | Bas-Saint-Laurent             |
| Rock Forest                             | Fil de l'eau | 1,92           | 1911            | Aucun                               | Rivière Magog                         | Ville de Sherbrooke                   | Estrie                        |
| RSP-1                                   | Fil de l'eau | 1              | 1954-1993       |                                     | Rivière du Sault aux Cochons          | Boralex inc.                          | Côte-Nord                     |
| RSP-2                                   | Fil de l'eau | 6              | 1995            |                                     | Rivière du Sault aux Cochons          | Boralex inc.                          | Côte-Nord                     |
| RSP-3                                   | Fil de l'eau | 5,5            | 1995            |                                     | Rivière du Sault aux Cochons          | Boralex inc.                          | Côte-Nord                     |
| Sainte-Brigitte-des-Saults              | Fil de l'eau | 4,5            | 1994            | Aucun                               | Rivière Nicolet Sud-Ouest             | Algonquin Power Fund (Canada)         | Centre-du-Québec              |
| Sainte-Marguerite-1                     | Fil de l'eau | 30,5           | 1908-1993-2002  | Aucun                               | Rivière Sainte-Marguerite             | Innergex                              | Côte-Nord                     |
| Sainte-Marguerite-2                     | Fil de l'eau | 19,3           | 1954            | Réservoir de la Sainte-Marguerite-2 | Rivière Sainte-Marguerite (Sept-Îles) | Compagnie Iron Ore du Canada          | Côte-Nord                     |
| Saint-Alban                             | Fil de l'eau | 8,2            | 1901-1996       | Aucun                               | Rivière Sainte-Anne                   | Algonquin Power Fund (Canada)         | Capitale-Nationale            |
| Saint-Jérôme                            | Fil de l'eau | 1,5            | 1888-1997       |                                     | Rivière du Nord                       | Mini-Centrales de l'Est               | Laurentides                   |
| Saint-Jovite                            | Fil de l'eau | 0,3            | 1985            |                                     | Ruisseau Noir                         | Les Apôtres de l'Amour Infini         | Laurentides                   |
| Saint-Paul                              | Fil de l'eau | 0,9            | 1986            | Aucun                               | Rivière Coaticook                     | Ville de Coaticook                    | Estrie                        |
| Saint-Raphaël                           | Fil de l'eau | 3,47           | 1994            | Aucun                               | Rivière du Sud                        | Algonquin Power Fund (Canada)         | Chaudière-Appalaches          |
| Shipshaw                                | Fil de l'eau | 947            | 1943            | Aucun                               | Rivière Saguenay                      | Rio Tinto Alcan                       | Saguenay–Lac-Saint-Jean       |
| S.P.C.                                  | Réservoir    | 38             | 1957            | Kénogami                            | Rivière Chicoutimi                    | Elkem Métal Canada                    | Saguenay–Lac-Saint-Jean       |
| T.-D.-Bouchard                          | Fil de l'eau | 2,6            | 1995            |                                     | Rivière Yamaska                       | Algonquin Power Fund (Canada)         | Montérégie                    |
| Thibaudeau-Ricard                       | Fil de l'eau | 4,9            | 1997            | Aucun                               | Rivière Shawinigan                    | Thibaudeau-Ricard                     | Mauricie                      |
| Weedon                                  | Réservoir    | 3,825          | 1915            | Réservoir Weedon                    | Rivière Saint-François                | Ville de Sherbrooke                   | Estrie                        |
| Westbury                                | Fil de l'eau | 4              | 1929            | Aucun                               | Rivière Saint-François                | Ville de Sherbrooke                   | Estrie                        |
| Windsor                                 | Réservoir    | 6,5            | 1996            | Réservoir Mont-Joie                 | Rivière Saint-François                | Innergex inc.                         | Estrie                        |
| Winneway (Belleterre)                   | Fil de l'eau | 2,7            | 1938-1993       |                                     | Rivière Winneway                      | Algonquin Power Fund (Canada)         | Abitibi-Témiscamingue         |
| W.-R.-Beatty                            | Fil de l'eau | 11,6           | 1917-1995       |                                     | Rivière Noire                         | Hydro-Pontiac                         | Outaouais                     |

## Réseaux autonomes
Liste de toutes les centrales électriques du Québec qui ne sont pas reliées au réseau électrique intégré de l'Amérique du Nord. Les centrales des réseaux autonomes sont toutes exploitées par Hydro-Québec Distribution.
| Nom              | Mise en service | Puissance (MW) | Lieu                         | Propriétaire              | Type         | Réf.   |
| ---------------- | --------------- | -------------- | ---------------------------- | ------------------------- | ------------ | ------ |
| Cap-aux-Meules   | 1991            | 66             | 47° 22′ 26″ N, 61° 53′ 07″ O | Hydro-Québec Distribution | Mazout lourd | [ 12 ] |
| Île-d'Entrée     |                 | 1,2            | Île d'Entrée                 | Hydro-Québec Distribution | Diésel       | [ 13 ] |
| Akulivik         |                 | 0,9            | Akulivik                     | Hydro-Québec Distribution | Diésel       | [ 13 ] |
| Aupaluk          |                 | 0,8            | Aupaluk                      | Hydro-Québec Distribution | Diésel       | [ 13 ] |
| Blanc-Sablon     |                 | 4,9            | Blanc-Sablon                 | Hydro-Québec Distribution | Diésel       | [ 13 ] |
| Clova            |                 | 0,5            | Clova                        | Hydro-Québec Distribution | Diésel       | [ 13 ] |
| Inukjuak         |                 | 3,0            | Inukjuak                     | Hydro-Québec Distribution | Diésel       | [ 13 ] |
| Ivujivik         |                 | 1,0            | Ivujivik                     | Hydro-Québec Distribution | Diésel       | [ 13 ] |
| Kangiqsualujjuaq |                 | 2,0            | Kangiqsualujjuaq             | Hydro-Québec Distribution | Diésel       | [ 13 ] |
| Kangiqsujuaq     |                 | 1,5            | Kangiqsujuaq                 | Hydro-Québec Distribution | Diésel       | [ 13 ] |
| Kangirsuk        |                 | 1,4            | Kangirsuk                    | Hydro-Québec Distribution | Diésel       | [ 13 ] |
| Kuujjuaq         | 2010            | 6,6            | Kuujjuaq                     | Hydro-Québec Distribution | Diésel       | [ 14 ] |
| Kuujjuarapik     |                 | 3,4            | Kuujjuarapik                 | Hydro-Québec Distribution | Diésel       | [ 13 ] |
| La Romaine,      |                 | 5,8            | La Romaine (village)         | Hydro-Québec Distribution | Diésel       | [ 13 ] |
| La Tabatière     |                 | 6,8            | La Tabatière                 | Hydro-Québec Distribution | Diésel       | [ 13 ] |
| Lac-Robertson    | 1995            | 21,6           | 50° 59′ 56″ N, 59° 03′ 42″ O | Hydro-Québec Distribution | Hydro        | [ 2 ]  |
| Opitciwan        |                 | 4,9            | Opitciwan                    | Hydro-Québec Distribution | Diésel       | [ 13 ] |
| Port-Menier      |                 | 2,8            | Port-Menier                  | Hydro-Québec Distribution | Diésel       | [ 13 ] |
| Puvirnituk       |                 | 2,9            | Puvirnituk                   | Hydro-Québec Distribution | Diésel       | [ 13 ] |
| Quaqtaq          |                 | 1,1            | Quaqtaq                      | Hydro-Québec Distribution | Diésel       | [ 13 ] |
| Salluit          |                 | 3              | Salluit                      | Hydro-Québec Distribution | Diésel       | [ 13 ] |
| Schefferville    |                 | 6,8            | Schefferville                | Hydro-Québec Distribution | Diésel       | [ 13 ] |
| St-Augustin      |                 | 0,4            | Saint-Augustin               | Hydro-Québec Distribution | Diésel       | [ 13 ] |
| Tasiujaq         |                 | 0,9            | Tasiujaq                     | Hydro-Québec Distribution | Diésel       | [ 13 ] |
| Umiujaq          |                 | 1,1            | Umiujaq                      | Hydro-Québec Distribution | Diésel       | [ 13 ] |
| Wemotaci,        |                 | 2,2            | Wemotaci                     | Hydro-Québec Distribution | Diésel       | [ 13 ] |